# St. Josef (Steckelsdorf)

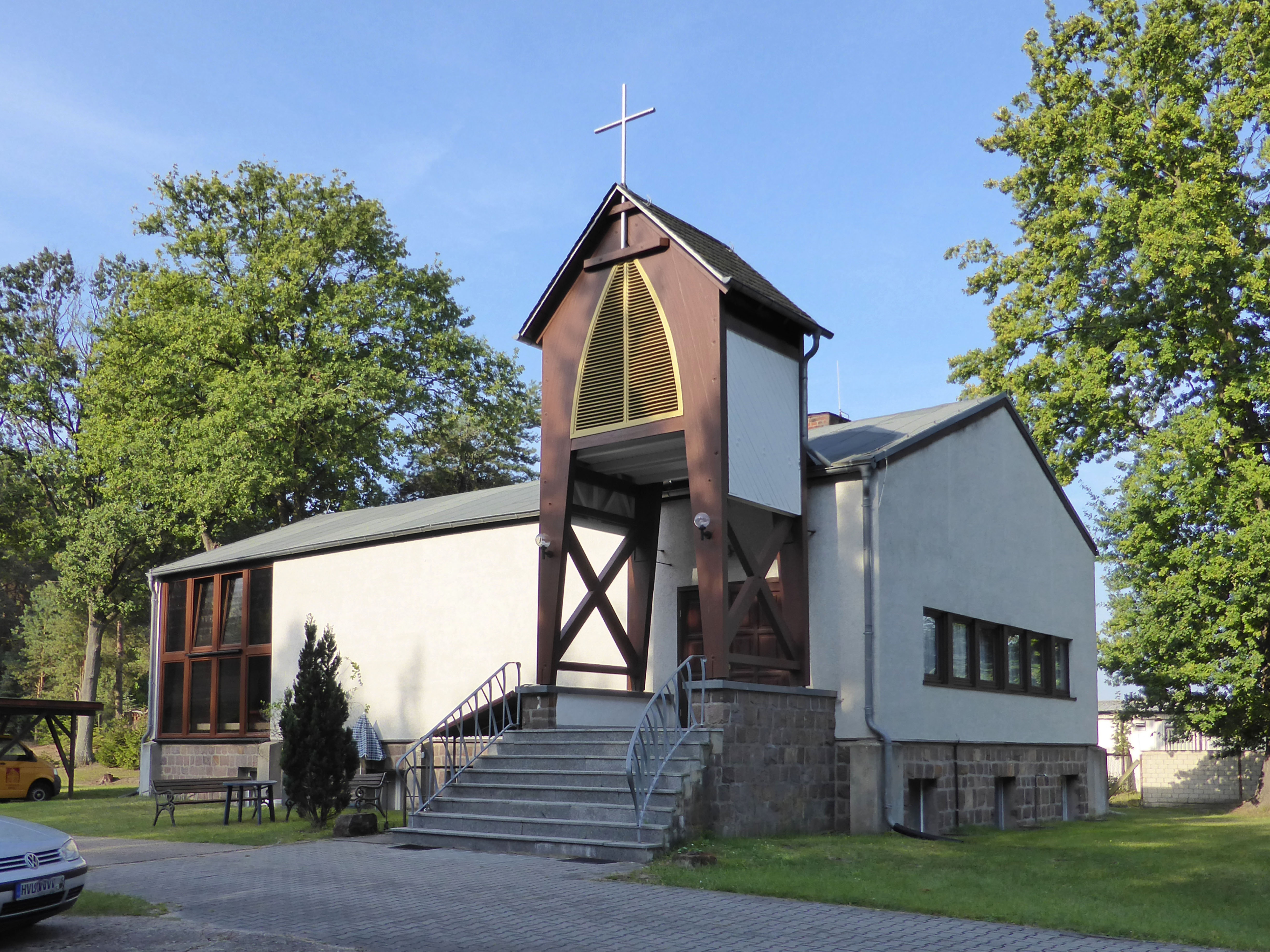
Außenansicht (2016)

Die Kirche Sankt Josef war die katholische Kirche in Steckelsdorf, einem Ortsteil der Kreisstadt Rathenow im Landkreis Havelland in Brandenburg. Die nach dem heiligen Josef von Nazaret benannte Kirche gehörte zur Pfarrei St. Elisabeth mit Sitz in Tangermünde, in der Pastoralregion Altmark des Bistums Magdeburg.

## Geschichte
1538 führte Margarete von Treskow in den Dörfern ihres Patronats, zu denen auch Steckelsdorf gehörte, die Reformation ein.

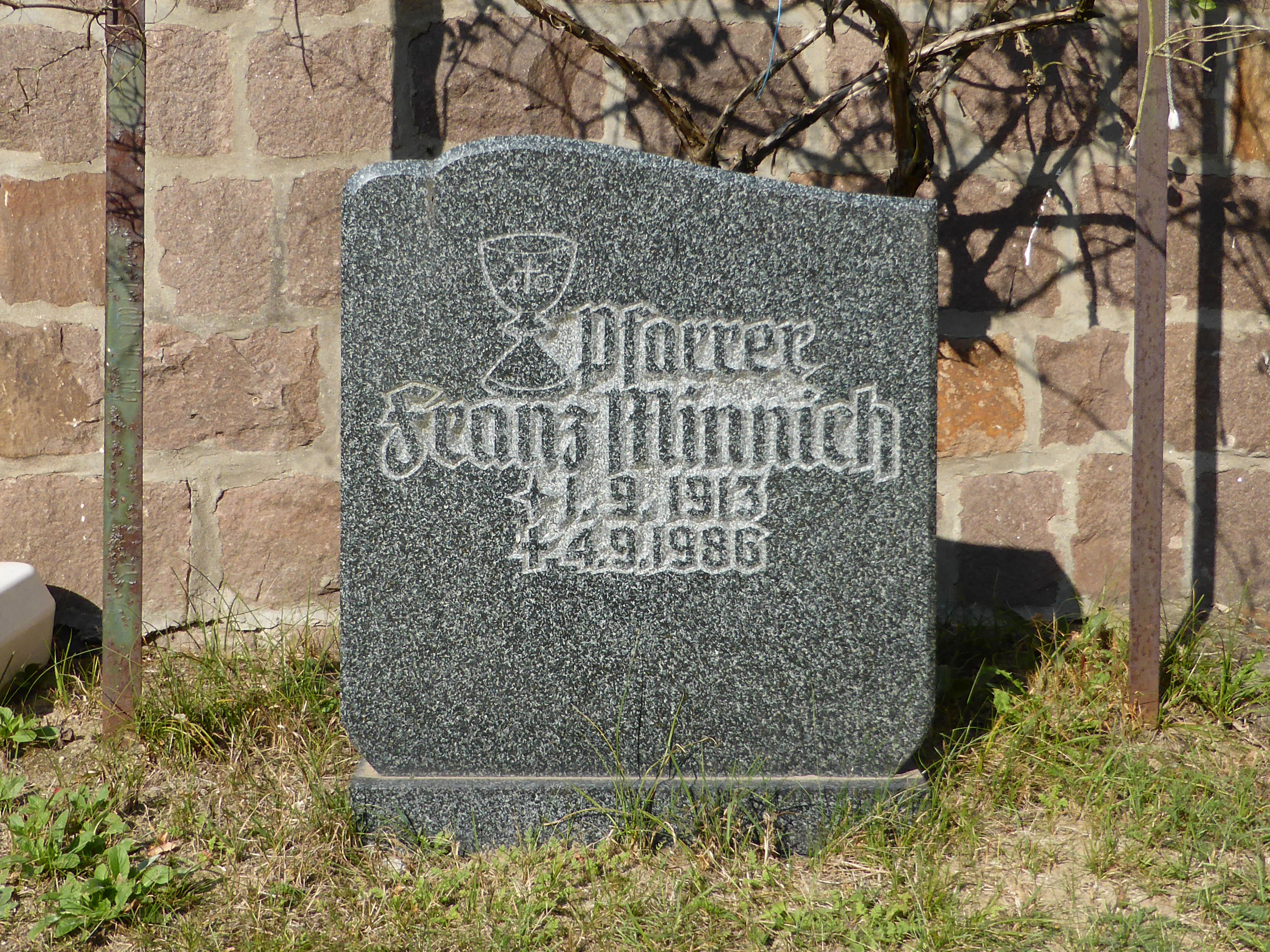
Grabstein von Pfarrer Minnich

Im Zuge der Flucht und Vertreibung Deutscher aus Mittel- und Osteuropa ließen sich wieder Katholiken in größerer Zahl in Steckelsdorf nieder. Am 6. November 1950 wurde die Kuratie Steckelsdorf gegründet, die zur Pfarrei Tangermünde gehörte. Damals gehörten 1134 Katholiken zur Kuratie, Franz Minnich (1913–1986) wurde ihr erster Seelsorger. Er zog zunächst in das Pfarrhaus in Tangermünde und betreute von dort aus die im Osten der Pfarrei Tangermünde wohnenden Katholiken.
Kuratus Minnich hatte bereits 1949 in Steckelsdorf-Ausbau ein Wohnhaus auf dem Grundstück einer ehemaligen Hühnerfarm erworben, in das er aber erst am 1. Mai 1951 einziehen konnte. Im Keller des Hauses wurde eine Kapelle eingerichtet, die jedoch wegen des hohen Grundwasserspiegels bald in einen neben dem Haus stehenden Schuppen verlegt wurde. Größere Gottesdienste fanden aus Platzmangel in der evangelischen Kirche statt.
1955 erhielt die Kirchengemeinde im Tausch gegen Ackerland, das Kuratus Minnich erworben hatte, das heutige Grundstück vom Rat der Gemeinde Steckelsdorf zugesprochen. Der Rat des Kreises Rathenow verweigerte der Kirchengemeinde jedoch mehrfach die Genehmigung zum Bau einer Kirche. Erst im Juni 1961 wurde die Baugenehmigung erteilt.

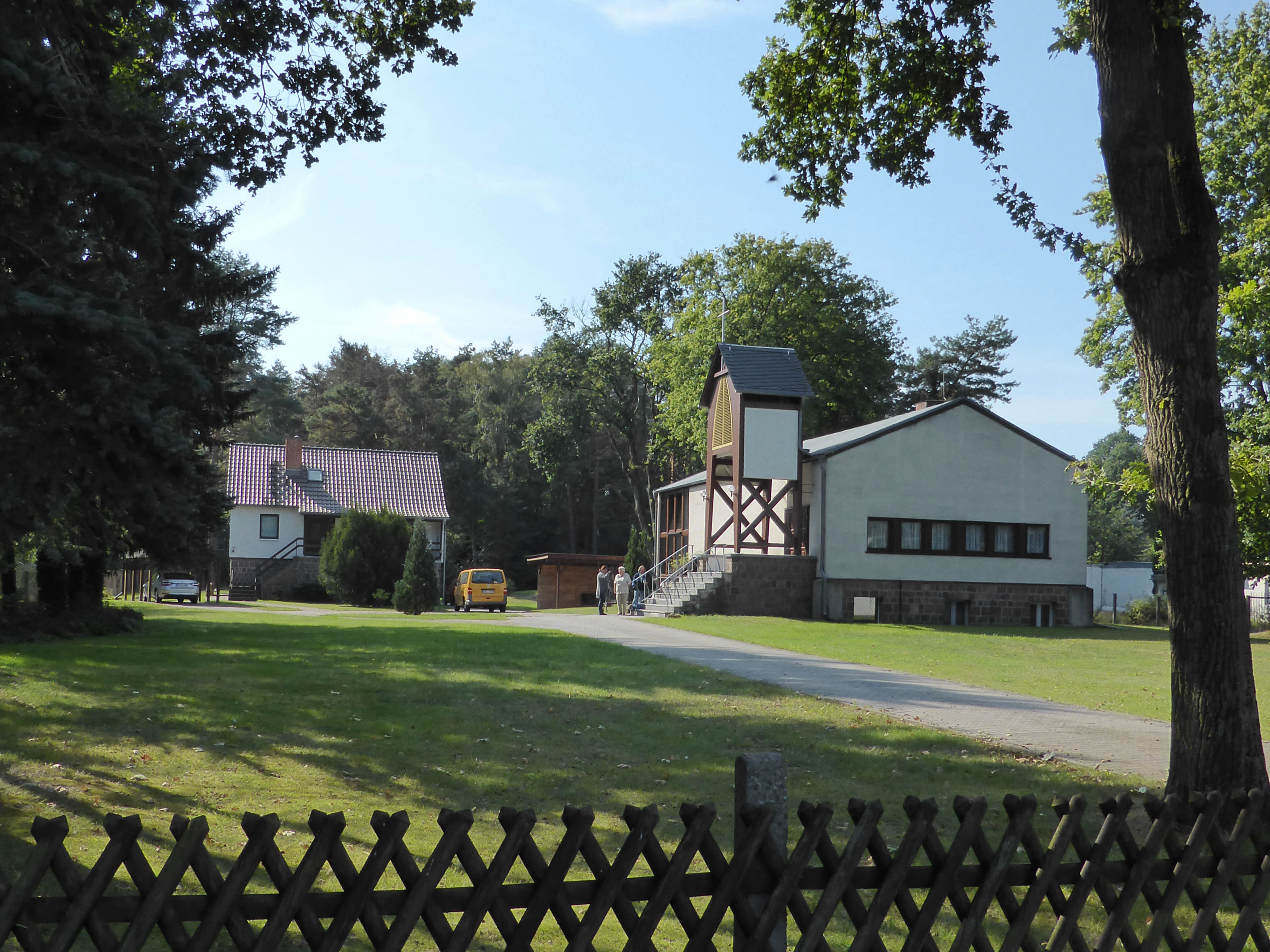
Grundstück mit Pfarrhaus und Kirche (2016)

Mit freiwilligen Helfern wurde ein massives Untergeschoss für die Kirche erbaut, in dem Gemeinderäume eingerichtet wurden. Darauf wurde eine andernorts eingelagerte Holzkirche errichtet. Am 22. September 1962 erfolgte die Kirchweihe und die Altarweihe durch Weihbischof Friedrich Maria Rintelen aus dem Erzbistum Paderborn, zu dem Steckelsdorf damals gehörte. 1980 wurde neben der Kirche das Pfarrhaus fertiggestellt. Am 4. September 1986 verstarb Pfarrer Franz Minnich, der Erbauer der Kirche und langjähriger Leiter der Kirchengemeinde. Nach Ablauf der Ruhefrist wurde sein Grabstein vom Friedhof Rathenow West zur Kirche umgesetzt. Seit den 1990er Jahren erfolgten verschiedene Renovierungen und Modernisierungen der Kirche, unter anderem wurden 1992 die elektrische Anlage und 1999 die Heizung erneuert. Am 8. Juli 1994 wurde das Bistum Magdeburg errichtet, zu dem die Kirche seitdem gehört. Am 9. Februar 1997 fand die letzte Heilige Messe in Schollene statt, die eine der Außenstationen der Kuratie Steckelsdorf war. Im Jahre 2000 konnte der Kirchturm endlich mit einer Glocke ausgestattet werden, die bereits aus dem Jahr 1642 stammte.
2003 verließ der letzte ortsansässige Priester Steckelsdorf, seitdem wird die Kirche vom Pfarrer aus Tangermünde mit betreut. Am 1. Juli 2006 wurden die Pfarrei Tangermünde und die Kuratien Klietz und Steckelsdorf zum Gemeindeverbund Tangermünde–Klietz–Steckelsdorf zusammengeschlossen, zu dem außer der Steckelsdorfer Josefskirche auch die Dreifaltigkeitskirche in Tangermünde und die Hauskapelle des Schlosses Sandau gehörten, ferner die inzwischen profanierten Kirchen in Klietz und Schönhausen. Damals gehörten rund 270 Gemeindemitglieder zur Kuratie Steckelsdorf.
Am 28. November 2010 entstand aus dem Gemeindeverbund die heutige Pfarrei St. Elisabeth. 2012 wurde das Kirchendach erneuert. Bis zur Auflösung der Dekanatsstrukturen im Bistum Magdeburg am 31. August 2023 gehörte Steckelsdorf zum Dekanat Stendal.
Am 7. Dezember 2024 erfolgte die Profanierung der Kirche, die verkauft werden soll. Die nächstliegende katholische Kirche ist heute St. Georg (Rathenow), die jedoch zum Erzbistum Berlin gehört. Katholische Gottesdienste finden heute in Rathenow auch im nähergelegenen evangelischen Gemeindehaus Neue Schleuse, Gebhardtstraße 40, statt.

## Lage, Architektur und Ausstattung

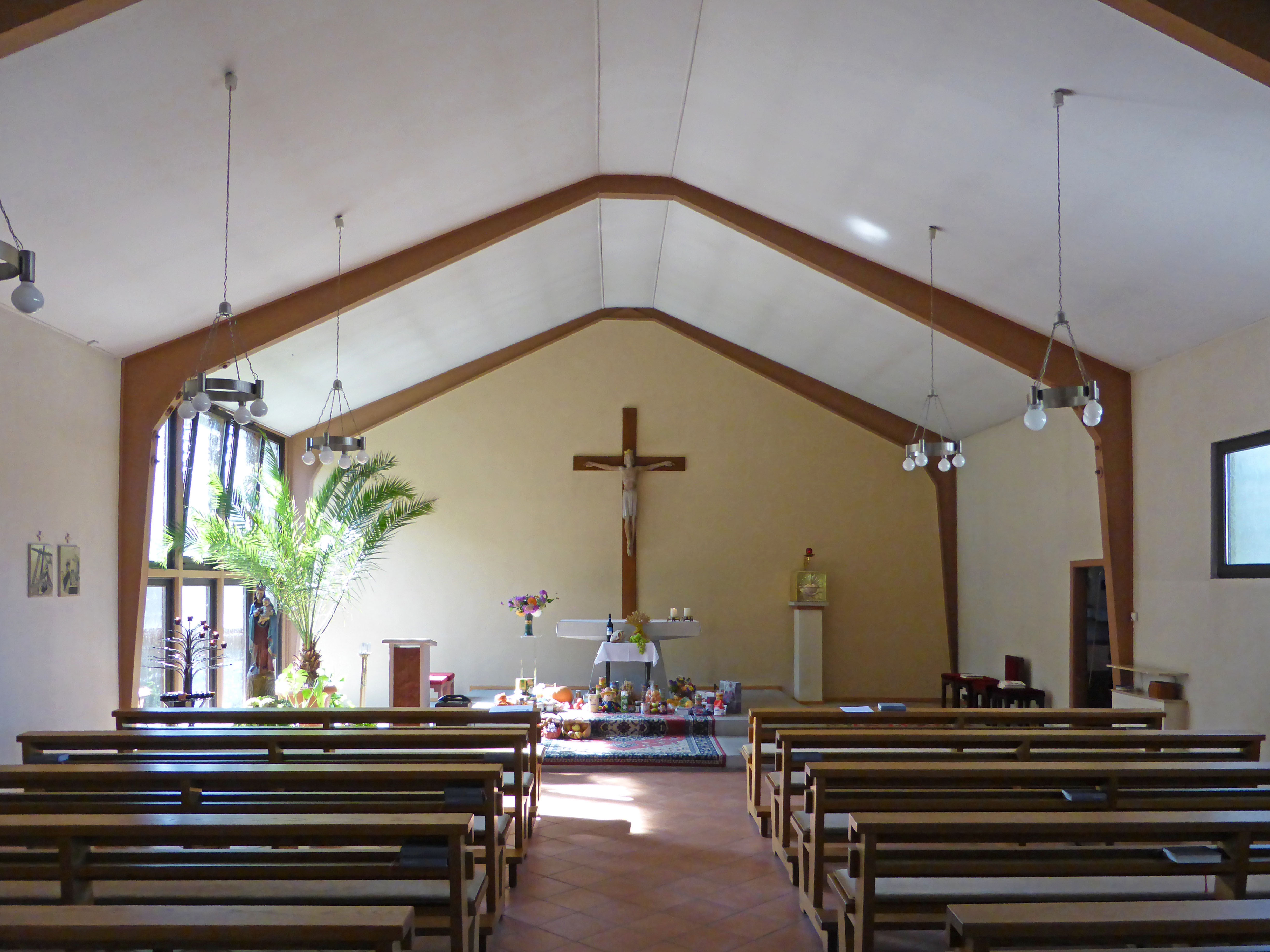
Inneres (2016)

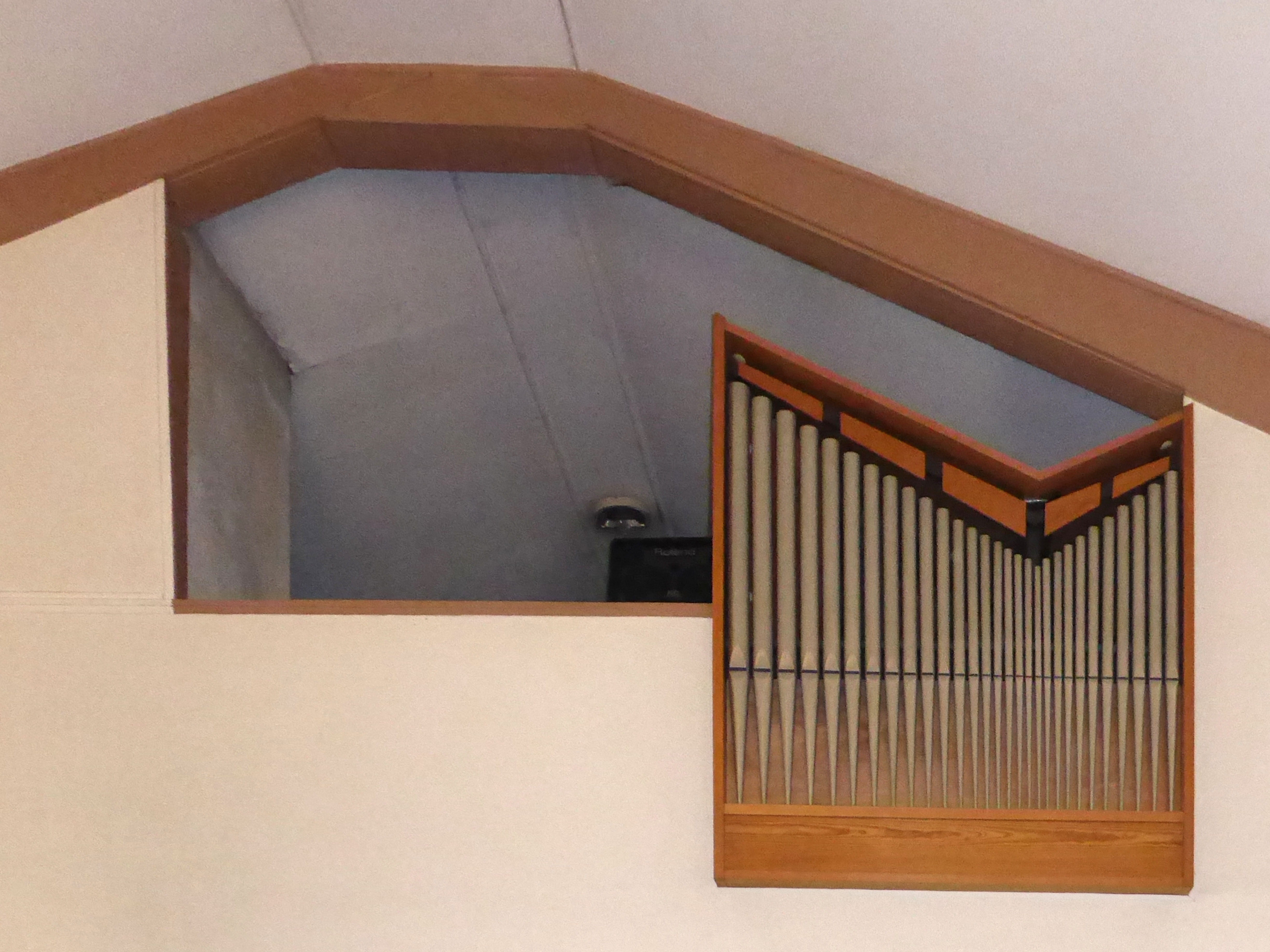
Orgel (2016)

Die Kirche befindet sich im Wohnplatz Steckelsdorf-Ausbau, auf dem Grundstück Horstenweg 15. Der Zugang in die Kirche erfolgt durch den kreuzbekrönten Glockenturm.
Ihr Innenraum bietet Sitzplätze für 72 Besucher. Der Altarraum wird durch ein Kruzifix an der Rückwand dominiert, sein Korpus ist ein Werk des Künstlers Robert Propf (1910–1986) aus Köthen. Der Tabernakel wurde in einer Goldschmiede in Burg (bei Magdeburg) angefertigt. Die Marienstatue, vor der Opferkerzen aufgestellt werden können, stammt aus Großwudicke. Der 14 Stationen umfassende Kreuzweg wurde von der Brigade Rosa Luxemburg des VEB Harzer Holzbearbeitungswerke Ilsenburg-Harz angefertigt. Im hinteren Bereich der Kirche befinden sich ein Beichtstuhl sowie in einer Wandnische das Taufbecken.
Die Orgel wurde von 1975 bis 1979 als Opus 484 vom VEB Orgelbau Bautzen hergestellt, sie verfügt über fünf Register auf einem Manualwerk.